# Türkis (Mineral)
Das Mineral Türkis ist ein eher selten vorkommendes, wasserhaltiges Kupfer-Aluminium-Phosphat aus der Mineralklasse der „Phosphate, Arsenate und Vanadate“ mit der chemischen Zusammensetzung CuAl6(PO4)4(OH)8·4H2O. Anstelle von Aluminium kann Eisen als Fe3+ in die Kristallstruktur eingebaut werden (Diadochie), daher wird die chemische Formel auch oft als Cu(Al,Fe)6(PO4)4(OH)8·4H2O angegeben.
Türkis kristallisiert im triklinen Kristallsystem und ist Namensgeber einer Gruppe von Mineralen mit gleicher Struktur aber unterschiedlicher Zusammensetzung, der Türkisgruppe mit den weiteren Mitgliedern Faustit, Chalkosiderit, Aheylit und Planerit.
In der Natur bildet Türkis meist traubenförmige oder erdig-massige Mineral-Aggregate. Mit dem bloßen Auge sichtbare Kristalle sind sehr selten und dann nur wenige Millimeter groß mit prismatischem bis nadeligem Habitus. Seiner charakteristischen blaugrünen Farbe verdankt die Farbe Türkis ihren Namen.
Türkis wird ausschließlich zu Schmucksteinen verarbeitet.

## Etymologie
Als frühe Bezeichnung kann relativ sicher das altgriechische καλάϊνος kalláïnos „blau und grün schillernd“ angenommen werden (aus Plinius, Naturalis historia). Davon abgeleitet ist das lateinische callaina. Gotthelf Fischer von Waldheim verwendete um 1806 die Bezeichnung Kallait für Türkis; diese ist heutzutage jedoch kaum noch im Gebrauch.
Etwa Anfang des 13. Jahrhunderts kam die französische Bezeichnung turkoys auf, die sich ab dem frühen 15. Jahrhundert in die Bezeichnung pierre turquoise wandelte und übersetzt „türkischer Stein“ bedeutet. Türkis erlebte ihren Durchbruch im Rahmen des Osmanischen Reiches und wurde dort für Schmuckstücke, aber auch in der Architektur genutzt. Das Gestein wurde aus dem Iran in die Türkei importiert und dort gehandelt. Heimkehrende Kreuzfahrer machten ihn schließlich auch in Europa bekannt.
Weitere Synonyme für Türkis sind Bisbee Blue – nach seinem Fundort Bisbee – sowie Chalchit bzw. Chalchuit.
Die irreführende Bezeichnung Eilat-Stein steht dagegen für die im Süden Israels bei Eilat vorkommende farbähnliche Mineralienmischung der sämtlich kupferhaltigen Mineralien Malachit, Chrysokoll, Türkis. Pseudomalachit und Azurit.

## Klassifikation
In der veralteten 8. Auflage der Mineralsystematik nach Strunz gehörte der Türkis zur Mineralklasse der „Phosphate, Arsenate, Vanadate“ und dort zur Abteilung „Wasserhaltige Phosphate, Arsenate und Vanadate mit fremden Anionen“, wo er gemeinsam mit Chalkosiderit, Coeruleolaktit, Faustit und Planerit in der „Türkis-Reihe“ mit der Systemnummer VII/D.08 steht.
In der zuletzt 2018 überarbeiteten Lapis-Systematik nach Stefan Weiß, die formal auf der alten Systematik von Karl Hugo Strunz in der 8. Auflage basiert, erhielt das Mineral die System- und Mineralnummer VII/D.15-040. Dies entspricht der Klasse der „Phosphate, Arsenate und Vanadate“ und dort der Abteilung „Wasserhaltige Phosphate, mit fremden Anionen“, wo Türkis zusammen mit Afmit, Aheylit, Chalkosiderit, Clarait, Faustit, Kobokoboit und Planerit die „Türkisgruppe“ mit der Systemnummer VII/D.15 bildet.
Die von der International Mineralogical Association (IMA) zuletzt 2009 aktualisierte 9. Auflage der Strunz’schen Mineralsystematik ordnet den Türkis in die Klasse der „Phosphate, Arsenate und Vanadate“ und dort in die Abteilung „Phosphate usw. mit zusätzlichen Anionen; mit H2O“ ein. Hier ist das Mineral in der Unterabteilung „Mit ausschließlich mittelgroßen Kationen; (OH usw.) : RO4 = 2 : 1“ zu finden, wo es zusammen mit Aheylit, Chalkosiderit, Faustit und Planerit die „Türkisgruppe“ mit der Systemnummer 8.DD.15 bildet.
In der vorwiegend im englischen Sprachraum gebräuchlichen Systematik der Minerale nach Dana hat Türkis die System- und Mineralnummer 42.09.03.01. Das entspricht der Klasse der „Phosphate, Arsenate und Vanadate“ und dort der Abteilung „Wasserhaltige Phosphate etc., mit Hydroxyl oder Halogen“. Hier findet er sich innerhalb der Unterabteilung „Wasserhaltige Phosphate etc., mit Hydroxyl oder Halogen mit (A)3(XO4)2 Zq × x(H2O)“ in der „Türkisgruppe“, in der auch Coeruleolaktit, Faustit, Chalkosiderit, Aheylit und Planerit eingeordnet sind.

## Kristallstruktur
| Kristallographische Daten    | Kristallographische Daten           | Kristallographische Daten        |
| ---------------------------- | ----------------------------------- | -------------------------------- |
| Elementarzelle von Türkis    |                                     |                                  |
| Kristallsystem               | triklin                             | triklin                          |
| Raumgruppe                   | P1                                  | P1                               |
| Gitterparameter              | a = 7,410 Å b = 7,633 Å c = 9,904 Å | α = 68,42° β = 69,65° γ = 65,05° |
| Zahl (Z) der Formeleinheiten | Z = 1                               | Z = 1                            |

Gemessen an den Jahrtausenden, in denen Türkis weltweit bekannt und als Schmuckstein geschätzt wurde, ist seine Kristallstruktur ungewöhnlich spät aufgeklärt worden. Solche Strukturanalysen beruhen auf der Auswertungen von Röntgenbeugungsexperimenten an Einkristallen ausreichender Größe und Qualität. Türkis jedoch war von jeher nur in Form erdiger, kryptokristalliner Massen bekannt. Türkiseinkristalle wurden erstmals 1912 aus einem Vorkommen in Virginia (USA) beschrieben und erst 1965 konnte die Türkisstruktur mit Einkristallen dieser Lokalität vollständig aufgeklärt werden.
Türkis kristallisiert im triklinen Kristallsystem in der Raumgruppe P1 (Raumgruppen-Nr. 2). Das einzige Symmetrieelement ist ein Inversionszentrum, das die Atome durch Punktspiegelung vervielfältigt. Da Kupfer in seiner Lage mit dem Inversionszentrum zusammenfällt, tritt es als einziges Teilchen in der chemischen Formel nur einmal auf. In der Kristallographie wird das Zusammenfallen von Teilchen mit einem Symmetrieelement als spezielle Lage bezeichnet. Alle anderen Atome befinden sich in symmetriefreier, so genannter allgemeiner Lage. Die Gitterparameter der Elementarzelle sind in der Tabelle angegeben.
Die Kationen werden in der Kristallstruktur vier- und sechsfach von Sauerstoff koordiniert. Die zwei kristallographisch unterschiedlichen Phosphor-Kationen (P5+) im Kristallgitter werden als einzige Teilchen von nur vier Sauerstoffatomen in Form eines Tetraeders koordiniert. Diese [PO4]3−-Tetraeder sind nicht untereinander verbunden, sondern liegen isoliert in der Struktur vor. Jedes Phosphorion ist über zwei Sauerstoffatome mit zwei Al-Ionen auf der Position Al-3 verbunden, mit einem Al-Ion auf Al-1 und einem weiteren auf Al-2.
Aluminium (Al3+) sowie die geringen Gehalte an Fe3+-Ionen befinden sich auf drei verschiedenen Positionen, die jeweils oktaedrisch von sechs Sauerstoffatomen umgeben sind. Al auf den Positionen Al-1 und Al-2 wird von zwei Sauerstoffatomen, drei OH-Gruppen und einem H2O-Molekül koordiniert. Al auf der Position Al-3 wird von vier Sauerstoffatomen und zwei OH-Gruppen umgeben.
Kupfer befindet sich in einem Inversionszentrum auf den Ecken der Elementarzelle und wird verzerrt oktaedrisch von vier OH-Gruppen und zwei H2O-Molekülen umgebenen. Dieses stark verzerrte [CuO6]-Oktaeder ist über gemeinsame Kanten mit vier [AlO6]-Oktaedern verbunden, von denen wiederum jeweils zwei über eine gemeinsame Kante miteinander verbunden sind. Diese Gruppe aus fünf verknüpften Oktaedern innerhalb der Kristallstruktur kann als Cluster bezeichnet werden und zur einfacheren Beschreibung der Struktur als eine Baueinheit betrachtet werden.
Die Cluster kantenverknüpfter [CuO6]- und [AlO6]-Oktaeder sind untereinander über ein weiteres AlO6-Oktaeder sowie die PO4-Tetraeder verbunden. Die Verbindung dieses dritten [AlO6]-Oktaeders mit den [PO4]-Tetraedern und den Cu-Al-Oktaeder-Clustern erfolgt über gemeinsame Ecken, also gemeinsame Sauerstoff-Atome.
Auf den Strukturabbildungen sind zur Vereinfachung nicht die Atome und ihre Bindungen dargestellt, sondern die Koordinationspolyeder (Tetraeder und Oktaeder). Die Kationen Cu2+, Al3+, P5+ befinden sich annähernd im Zentrum der Polyeder und die an sie gebundenen Sauerstoff-Atome in den Polyederecken. Ebenfalls nicht dargestellt sind die Wasserstoffe der OH-Gruppen und H2O-Moleküle. Deren Sauerstoffatome tragen zur oktaedrischen Koordination des Kupfers und Aluminiums bei. Die blauen Linien in der zweiten Abbildung markieren die Kanten der Elementarzelle.
- Koordination der Kationen in der Türkisstruktur
hellblau: Sauerstoff
grau: Aluminium
rot: Wasserstoff
 türkis: Kupfer
 violett: Phosphor
 orange Linien: Kation-Sauerstoffbindungen
schwarze Linien: Kanten der Koordinationspolyeder
blaue Linien: Kanten der Elementarzelle

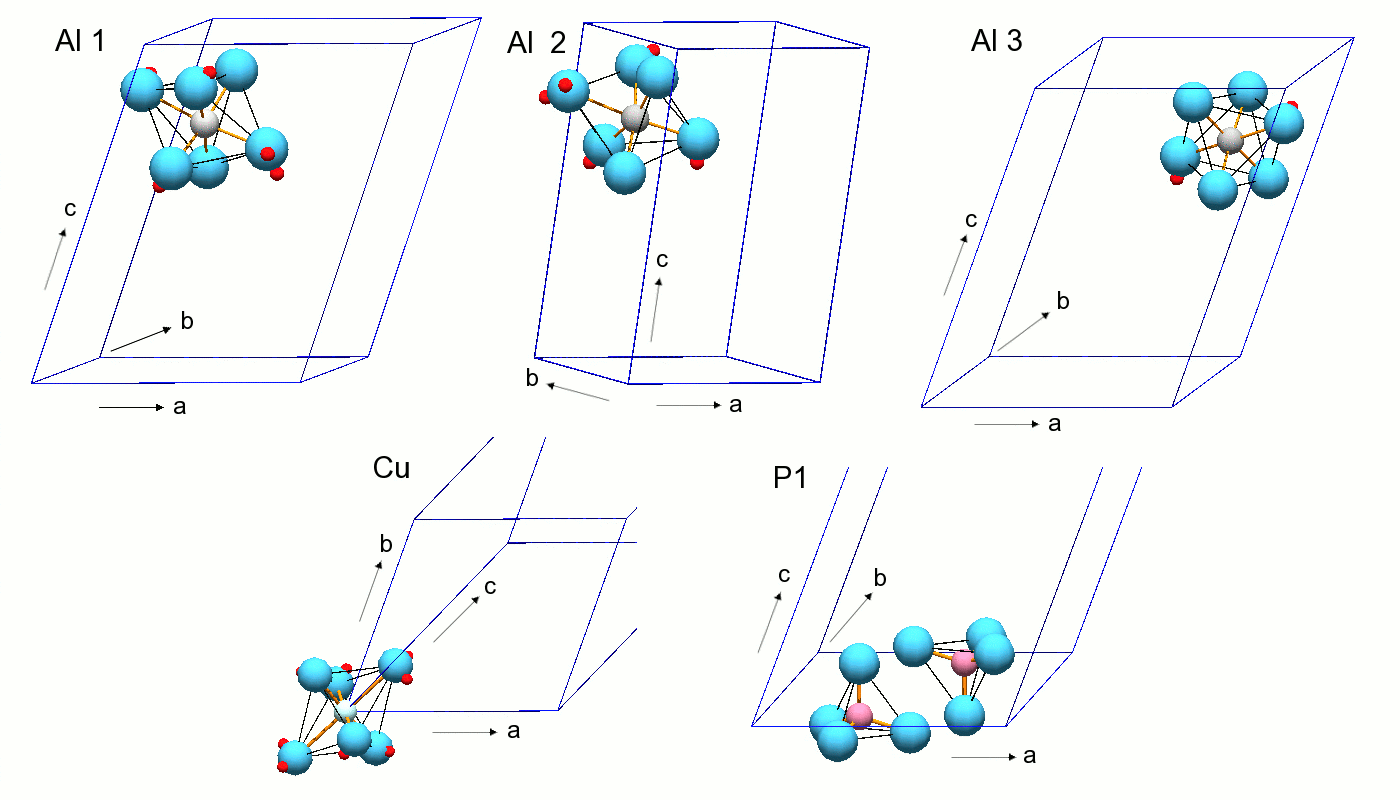
Koordination der Kationen in der Türkisstruktur hellblau: Sauerstoff grau: Aluminium rot: Wasserstoff türkis: Kupfer violett: Phosphor orange Linien: Kation-Sauerstoffbindungen schwarze Linien: Kanten der Koordinationspolyeder blaue Linien: Kanten der Elementarzelle
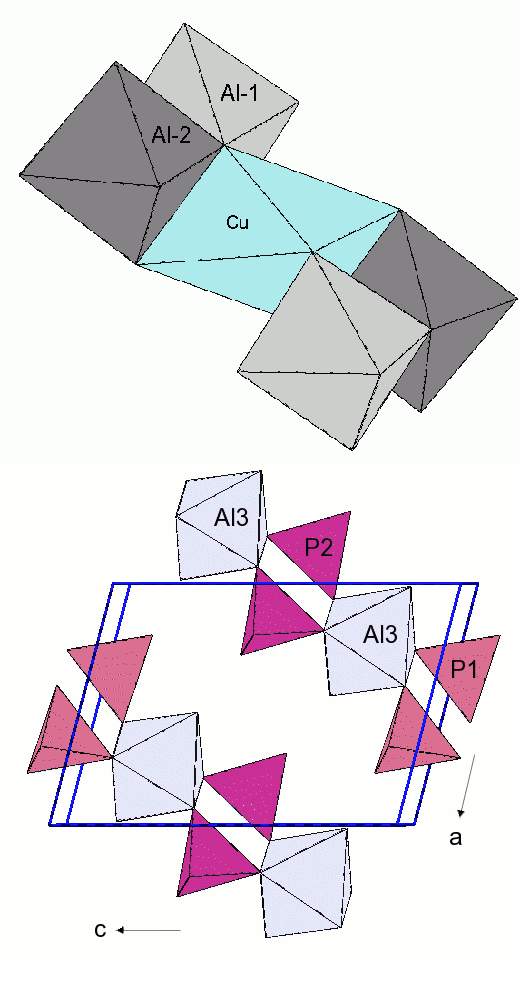
Baueinheiten der Türkisstruktur oben: Cluster kantenverknüpfter [CuO6]- [AlO6]-Oktaeder unten: Bänder eckenverknüpfter [PO4]-Tetraeder und [AlO6]-Oktaeder
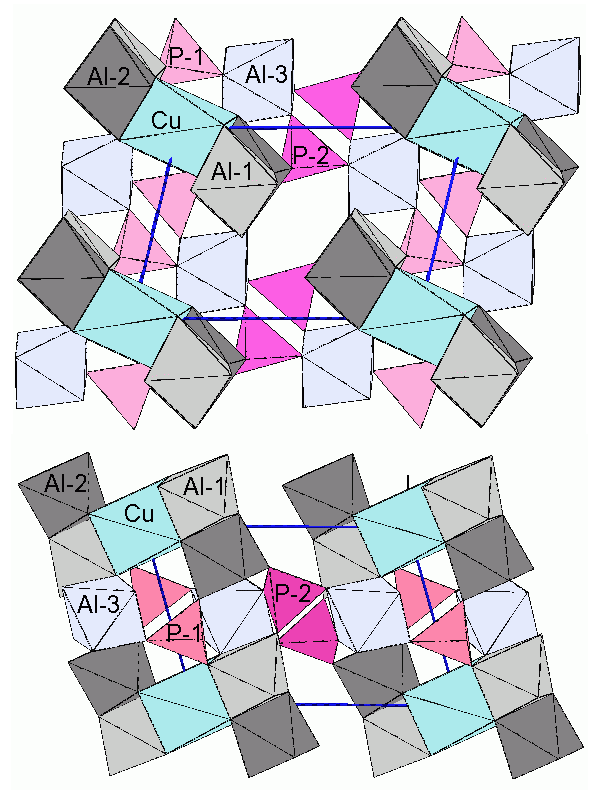
Gesamtstruktur von Türkis mit Blick entlang der a- (oben) und b-Achse (unten)

## Eigenschaften

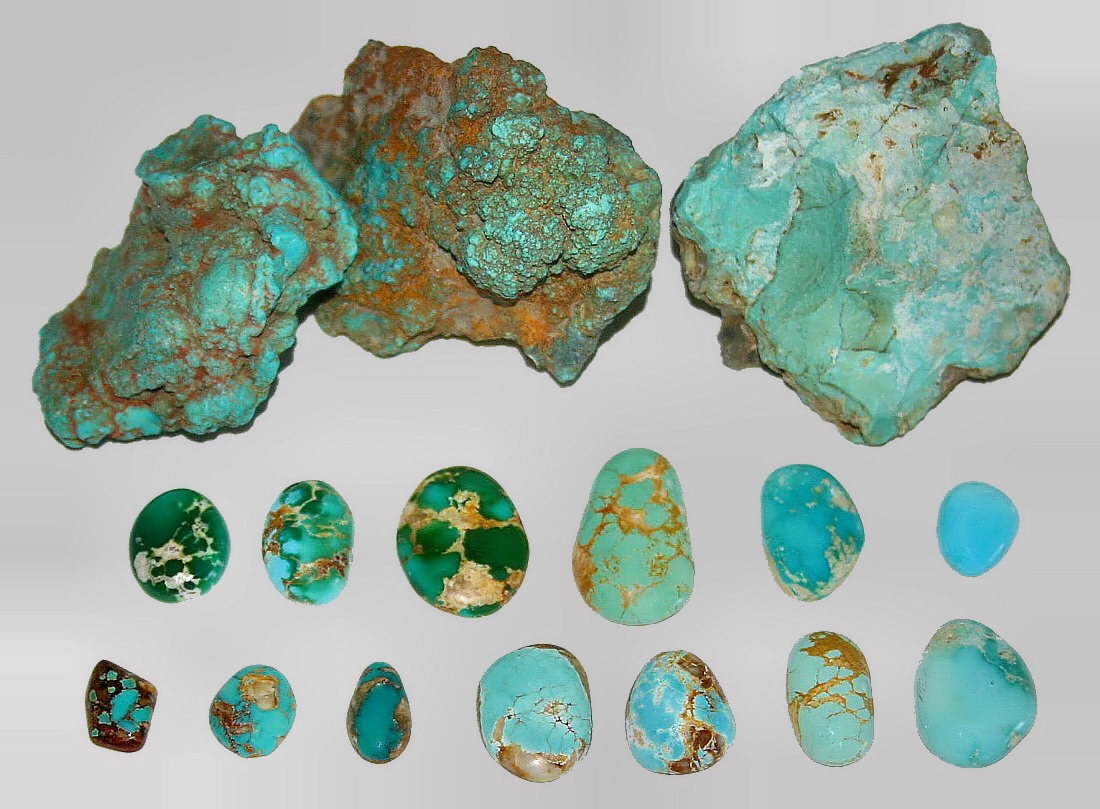
Verschiedene Türkis-Rohsteine und Trommelsteine mit Matrix

Reine Türkise erreichen eine maximale Mohshärte von knapp unter 6 und sind damit in etwa so hart wie Fensterglas. Entsprechend den jeweiligen Bildungsbedingungen weist der Türkis eine mehr oder weniger große Porosität auf. Je poröser aber der Stein ist, desto geringer ist seine relative Dichte, die zwischen 2,6 und 2,9 g/cm³ schwankt, und desto geringer ist auch seine Härte. Die Größe des Steins hat ebenfalls Einfluss auf diese Eigenschaften. Die Strichfarbe ist ein blasses Bläulichweiß und seine Bruchstelle perlmuttartig (konchoid) mit wachsartigem Glanz. Trotz seiner geringen Härte im Vergleich zu anderen Edelsteinen lässt er sich leicht polieren.
Türkise sind eher selten von reiner, blaugrüner Farbe. Viel häufiger werden sie mit kleinen Flecken übersät oder mit braunen, grauen oder schwarzen, spinnenwebenartigen Adern durchsetzt gefunden, der sogenannten Matrix (entsprechend Türkis-Matrix oder Matrix-Türkis). Diese besteht entweder aus anderen Mineralen wie beispielsweise Pyrit oder aus Nebengestein wie Limonit und anderen.
Der Brechungsindex, bei Natriumlicht (589,3 nm Wellenlänge) gemessen, beträgt ungefähr 1,61 bis 1,62, wobei dieser Wert auf einer Einzelmessung durch ein Refraktometer beruht. Die polykristalline Struktur des Türkis macht es schwer, einen für das ganze Mineral einheitlichen Wert zu bestimmen. Bei einzelnen Kristallen wurden auch schon Werte von 1,61 bis 1,65 (Doppelbrechung 0,040 zweiachsig positiv) gemessen. Ein Absorptionsspektrum kann man mittels eines manuellen Spektroskops erhalten. Gute Ergebnisse erlangt man bei stark reflektiertem Licht. Unter langwelligem UV-Licht fluoresziert Türkis grün, gelb oder hellblau. Es ist inaktiv unter kurzwelligem UV-Licht oder Röntgenstrahlen.
Salzsäure greift Türkis nur in erhitztem Zustand an. Organische Säuren wie Ameisen-, Zitronen- oder Essigsäure wirken dagegen auf alle Minerale der Türkisgruppe ein. Kalilauge zersetzt den Türkis ebenfalls. Vor der Lötlampe schmilzt das Mineral zwar nicht, zerfällt aber unter knisternden Geräuschen zwischen 200 und 600 °C zu einem schwarzen Pulver.

## Varietäten

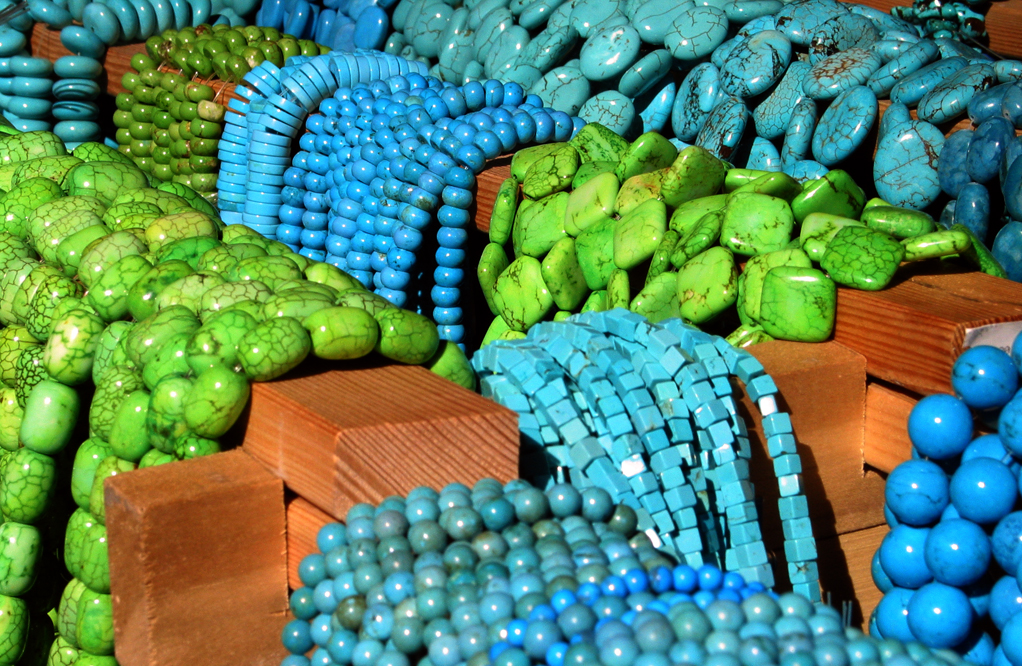
Blaue und grüne Türkis-Halsketten

Sowohl Henwoodit (erstmals beschrieben 1876 von Collins) als auch Rashleighit (Rashleigit, Eisentürkis, erstmals beschrieben 1948 von Russel) werden als Varietät mit geringem Eisengehalt dem Türkis zugeordnet. Andere Quellen werten die Bezeichnung Henwoodit als Synonym für Türkis.
Zwischen dem vorwiegend blauen Türkis und dem vorwiegend grünen Chalkosiderit existiert eine lückenlose Mischkristallreihe, wobei die aluminiumreichen Verbindungen entsprechend dem Türkis und die eisenbetonten Zusammensetzungen dem Chalkosiderit zugeordnet werden.
Das Farbspektrum ist daher so vielfältig wie die Eigenschaften des Minerals – es reicht von weiß über hellblau bis tiefblau und kann sowohl grün-blau als auch gelb-blau sein. Die blaue Färbung schreibt man dem idiochromatischen Kupfer zu, während Grün das Ergebnis der Beimengung des Eisens ist, welches das Aluminium ersetzt hat. Auch weitere, geringe Beimengungen von beispielsweise Calcium können eine Variation der Farbe hervorrufen.
Durch Dehydratation (Austrocknung), wie sie bereits kurz nach dem Abbau des Minerals außerhalb des Bergwerks stattfindet, verliert der Türkis an Farbkraft und wird heller.
Agapit (Agaphit) und Johnit sind dagegen Bezeichnungen für Türkise mit glasartiger Oberfläche.

## Bildung und Fundorte
Türkis ist ein typisches Sekundärmineral. Es bildet sich relativ oberflächennah bis etwa 30 bis 40 Meter unter der Oberfläche bei der Verwitterung kupferhaltiger aluminiumreicher Gesteine. In den Trockenzonen der Erde scheinen dabei besonders günstige Bildungsbedingungen zu herrschen. Das Kupfer kann entweder aus Kupfersulfiden wie Chalkopyrit (Kupferkies) oder aus Carbonaten wie Azurit und Malachit stammen. Das Aluminium stammt meist aus Feldspäten. Phosphat wird über phosphathaltige Lösungen angeliefert oder stammt direkt aus im Gestein vorhandenen Phosphatmineralen wie Apatit. Selten finden sich daher auch Türkis-Pseudomorphosen nach Feldspat, dem Kupfermineral Chrysokoll und Apatit.
Im Allgemeinen lagert sich Türkis in den Hohlräumen und Spalten verwitternder magmatischer Gesteine ab, oft zusammen mit Limonit und anderen Eisenoxiden, gelegentlich auch mit Alunit. Wird das Muttergestein während der Entstehung des Türkis von Kieselsäure durchdrungen, sorgt dies im Mineral für eine natürliche Stabilisierung.
Türkis ist fast immer kryptokristallin, massiv und nimmt keine regelmäßige Form an. Kristalle sind selbst auf mikroskopischer Ebene sehr selten, dann aber kurzprismatisch. Auch stalaktitartige Formen wurden gefunden. Selten ersetzt Türkis sogar fossile Knochen und Zähne, die im Wesentlichen aus Apatit bestehen. Bei Odontolith (Fossilknochen oder Elfenbein) geht man bisher davon aus, dass es durch Türkis oder ähnliche Phosphatminerale, wie das Eisenphosphat Vivianit ersetzt wird. Türkiszwillinge wurden bisher nicht gefunden.
Türkis gehört zu den ersten Mineralen, die bergmännisch abgebaut wurden, aber von den alten Bergwerken sind heute nur noch wenige in Betrieb. Sie werden saisonabhängig und in kleinem Umfang, oft ohne oder nur mit geringer technischer Hilfe betrieben, da Türkis relativ selten ist. In großen Kupferbergwerken, besonders in den USA, wird Türkis jedoch oft als Nebenprodukt entdeckt.
Die bedeutendsten Fundstätten aus geschichtlicher wie aus mengenmäßiger Sicht dürften wohl diejenigen der südwestlichen USA, Mexiko, Sinai, Iran, China und des südöstlichen Australien sein. Einige wenige Fundstellen sind aber auch in Europa und Afrika bekannt.

### Iran
Bereits vor mehr als 2000 Jahren war Persien einer der wichtigsten Lieferanten für edlen Türkis. Iran ist schon seit Jahrhunderten eines der Hauptabbau- und Handelsgebiete und von hier aus kam wahrscheinlich auch der erste Türkis nach Europa. Dort finden sich auch bis heute immer noch die schönsten Exemplare.
Die Lagerstätten konzentrieren sich auf das Gebiet um den 2012 m hohen Berg Ali-Mersai bei der Stadt Neyschabur in der Region Chorasan. Türkis wird dort in verwittertem Trachyt gefunden, sowohl zwischen Limonit- und Sandsteinschichten, als auch im Geröll am Fuß des Berges. Die Bergwerke von Ali-Mersai und die der Sinaihalbinsel sind die ältesten bekannten Lagerstätten.
Iranischer Türkis ist oft als Ersatz für Feldspat im Gebrauch. Obwohl er meistens mit weißlichen Flecken versehen ist, zieht man ihn wegen seiner Farbe und Härte oft dem Türkis aus anderen Orten vor.

### Sinai-Halbinsel
Die alten Ägypter bauten Türkis bereits seit vordynastischer Zeit (etwa 5500 v. Chr.) ab. Dokumentiert ist in diesem Zusammenhang unter anderem der Abbau im Maghara Wadi auf der Sinai-Halbinsel etwa 3200 v. Chr. Von den einheimischen Monitu wird das Gebiet deshalb als „Land des Türkis“ bezeichnet.
Es gibt sechs Bergwerke in der Region, die sich allesamt im Südwesten der Halbinsel befinden und dort eine Fläche von 650 km² einnehmen. Aus historischer Sicht sind Serabit el-Chadim und Wadi Maghareh die beiden wichtigsten Bergwerke, da sie als eine der ältesten bekannten angesehen werden. Wadi Maghareh liegt ungefähr 4 km von einem antiken Tempel entfernt, welcher der Göttin Hathor gewidmet war.
Mittlerweile gelten die Lagerstätten auf der Sinaihalbinsel als erschöpft und haben keine wirtschaftliche Bedeutung mehr. Sie sind jedoch nach wie vor von historischem Wert. Lediglich Beduinen suchen ab und an die alten Lagerstätten auf und bauen dort Türkis mittels selbst hergestellten Schießpulvers ab. Die Kleinbergwerke sind während der Wintermonate durch Sturzfluten gefährdet. Sie gelten als einsturzgefährdet.
Türkis wird auf der Sinaihalbinsel im Sandstein gefunden, der ursprünglich mit Basalt überzogen war. Er ist normalerweise grüner als iranischer Türkis, aber auch härter und weniger brüchig. Dieses Mineral, das oft als ägyptischer Türkis bezeichnet wird, ist das lichtdurchlässigste von allen. Unter dem Mikroskop kann man in der Oberflächenstruktur viele kleine dunkelblaue Scheiben sehen; ein Phänomen, das man nur beim Sinaitürkis beobachten kann. In der Nähe von Eilat, Israel, kann man auch noch das Eilat-Gestein finden. Es ist eine Mischung aus Türkis, Malachit und Chrysokoll und wird oft als Israels Nationalgestein bezeichnet. Regionale Künstler, die Eilat weiter verarbeiten, verwenden es oft, um es an Touristen weiter zu verkaufen.

### Vereinigte Staaten
Der Südwesten der USA ist eine wichtige Quelle für den Türkis. Hauptlagerstätten sind oder waren dabei Arizona, Kalifornien (San Bernardino, Imperial und Inyo), Colorado (Countys Conejos, El Paso, Lake und Saguache), New Mexico (Countys Eddy, Grant County, Otero und Santa Fe) sowie Nevada. Die Lagerstätten Kaliforniens und New Mexicos wurden dabei schon vor Kolumbus von den Ureinwohnern Amerikas mit Steinwerkzeugen bearbeitet. Cerrillos (New Mexico) sei dabei als die älteste Mine erwähnt. Sie war vor 1920 sogar die größte Mine der USA und ist heute so gut wie erschöpft. Die Apache Canyon ist heute die einzige Mine, die noch genug Türkis abbaut, um am Markt konkurrieren zu können.
Türkis wird in den USA in Gängen oder Einlagerung vorgefunden, bisweilen auch in kleinen Nuggets. Nicht selten ist er auch ein Nebenprodukt des Kupferbergbaus. Er ist meistens von schlechter Qualität und nur selten ist wirklich gutes Material, das dem iranischen Türkis in Farbe und Härte standhalten kann, dabei. Der hohe Eisengehalt bewirkt eine eher grüne oder gelbe Farbe und hohe Brüchigkeit (Kalktürkis) schließt eine Weiterverarbeitung des unbehandelten Türkis in der Schmuckindustrie aus. Die wertvollsten Funde der USA werden in Arizona gemacht, wobei der wunderschöne Bisbee Blue ein gutes Beispiel für den natürlichen Reichtum des Bundesstaates ist. Nevada ist der zweitgrößte Türkisproduzent der USA. Im Laufe der Zeit wurden hier etwa 75 bis 100 Bergwerke erschlossen. Nevada-Türkis ist für seine „Spinnweben-Matrix“ bekannt, verursacht durch eine attraktive braune oder schwarze Limonitstreifung.
1912 wurde der erste Einzelkristall-Türkis in Lynch Station (Virginia) gefunden. Die Kristalle, die sich über dem Mutterstein bilden, sind so klein, dass ein Umfang von einem Millimeter Durchmesser schon als groß gilt. Bis 1980 wurde weithin angenommen, dass es diese Kristalle nur in Virginia gibt, aber heutzutage sind mindestens 27 weitere Fundorte bekannt. Dieser Türkis ist bei Sammlern sehr begehrt.
Um den Profit zu erhöhen und der Nachfrage entgegenzukommen, wird Türkis in den USA meistens nachbehandelt oder bis zu einem bestimmten Grad verbessert. Die Behandlungsmethoden reichen dabei von unschädlichem Wachsen bis hin zu kontroverseren Methoden wie Färben oder Imprägnieren.

### Andere Fundorte
Seit über 3000 Jahren gilt China als eine der kleineren Türkisquellen. In den Provinzen Hubei (Zhushan) und Yunnan (Yunxian) wird in brüchigem, verkieseltem Kalkstein qualitativ hochwertiges Material, meistens in Form kompakter Nadeln, gefunden. Marco Polo berichtete darüber hinaus von Funden im heutigen Sichuan. Türkis wird in China meistens exportiert. Manchmal findet man aber auch Türkis-Schnitzereien, die den Jade-Schnitzereien sehr ähnlich sehen.
In Tibet, wo man den grünen Türkis schon lange schätzt, gibt es angeblich auch hochwertige Lagerstätten in den Bergregionen um Derge und Nagari-Khorsum. Die Existenz dieser Lagerstätten wird von einigen Experten aus Mangel an Beweisen angezweifelt.
Weitere Türkislagerstätten befinden sich in Afghanistan, Australien (Victoria und Queensland), Nordchile (Chuquicamata), Cornwall (Großbritannien), Sachsen, Schlesien (Polen), Bulgarien und Turkestan.

## Verwendung als Schmuckstein

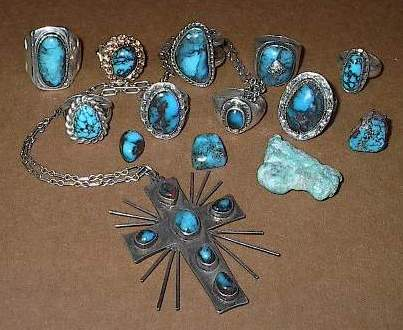
Verschiedene Türkis-Schmuckstücke

Türkis zählt zu den ältesten Schmucksteinen und hat mit seiner breiten Bandbreite von Grünblautönen von zartem Pastell bis tiefleuchtend seit dem Altertum viele Völker in seinen Bann gezogen. Er schmückte die Herrscher des antiken Ägypten, der Azteken (und wahrscheinlich auch der vor-kolumbianischen Mesoamerikaner), der Perser und Mesopotamier, sowie Adlige im Indus und teilweise auch im antiken China seit der letzten Shang-Dynastie. Türkis gelangte mit den Händlern der Seidenstraße das erste Mal nach Europa. Zur Biedermeierzeit waren besonders die himmelblauen Farbvariationen sehr beliebt.
In der Schmuckindustrie wird er aber erst seit dem 14. Jahrhundert verarbeitet, da dieser Zeitpunkt den damaligen Machtverfall der Katholischen Kirche markiert, die ihn bis dahin für kirchlichen Schmuck benutzte. In Indien war er bis zur Zeit der Mogule und in Japan bis zum 18. Jahrhundert unbekannt. Türkis wurde von vielen dieser Völker prophylaktische Fähigkeiten nachgesagt. So soll er angeblich je nach Gesundheitsstand des Trägers seine Farbe ändern und vor bösen Mächten beschützen.
Heutzutage findet man Türkis im Westen meistens „en cabochon“ in Silberringen, Armbändern, die im indianischen Stil gefertigt wurden oder als grob gefertigte Perlen in Halsketten. In geringerem Maße wird Türkis auch bei den Zuni für Schnitzereien im Fetischismus benutzt. Tiefblaue Töne werden nach wie vor als wertvoll angesehen, jedoch sind grünstichige oder gelbe Stücke bei Künstlern sehr beliebt. In der westlichen Kultur ist der Türkis der traditionelle Geburtsstein für all diejenigen, die im Monat Dezember geboren wurden.

### Ägypten

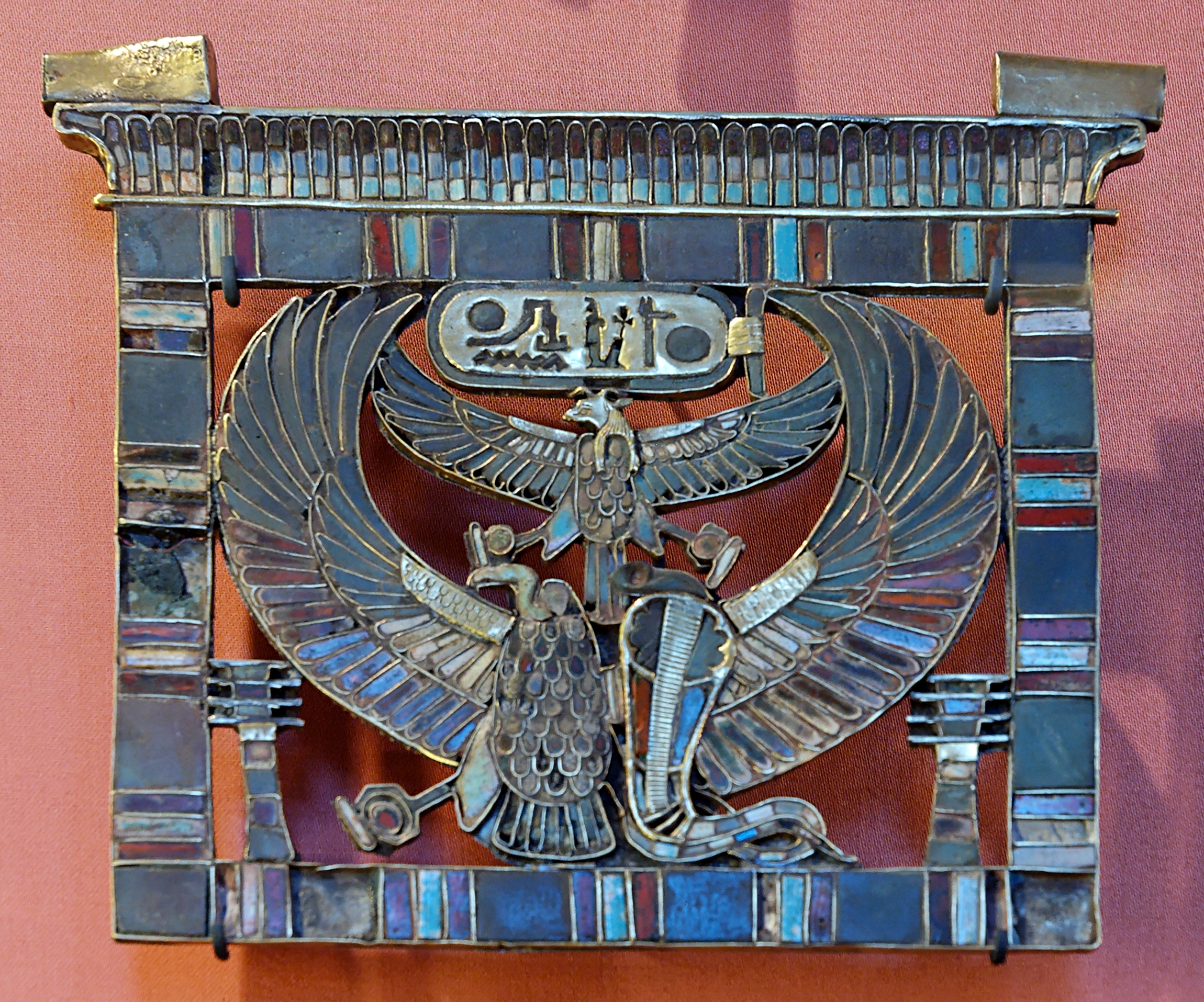
Pektoral Ramses II.

Durch Grabbeigaben ist belegt, dass die alten Ägypter Türkis bereits seit Vordynastischer Zeit (etwa 5500 v. Chr.) als Schmuckstein verwendeten. Die berühmtesten Stücke dürften allerdings aus Tutanchamuns Grab stammen. Besonders die Totenmaske des Pharaos, großzügig mit Türkis verziert, ist allgemein bekannt. Die ägyptischen Goldschmiede verwendeten ihn auch bei Ringen, üppigen Halsketten und Pektoralen. Türkis ist in goldenen Flechterein ebenso zu finden wie als Material für Amulett-Schnitzereien (Skarabäus), die man des Weiteren mit Karneol, Lapislazuli und später auch mit gefärbtem Glas verzierte. Türkis war der Edelstein der ägyptischen Göttin Hathor und war bei den antiken Ägyptern so begehrt, dass er als einer der ersten Edelsteine imitiert wurde. Zur Herstellung dieses helleren Stoffes glasiert man das Keramikprodukt Fayence. Eine ähnlich blaue „Keramik“ aus der Bronzezeit ist in einer Grabstelle auf den Britischen Inseln entdeckt worden.
Die Franzosen unternahmen in Ägypten archäologische Ausgrabungen von der Mitte des 19. bis in das frühe 20. Jahrhundert. Diese Ausgrabungen, zu denen auch die Grabkammer Tutanchamuns gehört, weckten großes Interesse in der westlichen Welt und beeinflussten dadurch den Schmuck, die Architektur und die Kunst der Zeit. Türkis, der wegen seiner Farbgebung bereits seit 1810 begehrt war, wurde zum Markenzeichen der Egyptian Revival Stücke.

### Asien
In Tibet und der Mongolei wurden und werden Cabochons mit importiertem Türkis und Korallen sehr oft in der Silber- und Goldschmuckindustrie verwendet. Grünere Steine werden hierbei oft bevorzugt. Heutzutage werden diese Stücke oft für den westlichen Markt hergestellt und sind nur noch eine inakkurate Darstellung des ursprünglichen Designs. Der Türkis wird grob zu unregelmäßigen Cabochons poliert und in Silber gefasst.

### Azteken und andere amerikanische Kulturen

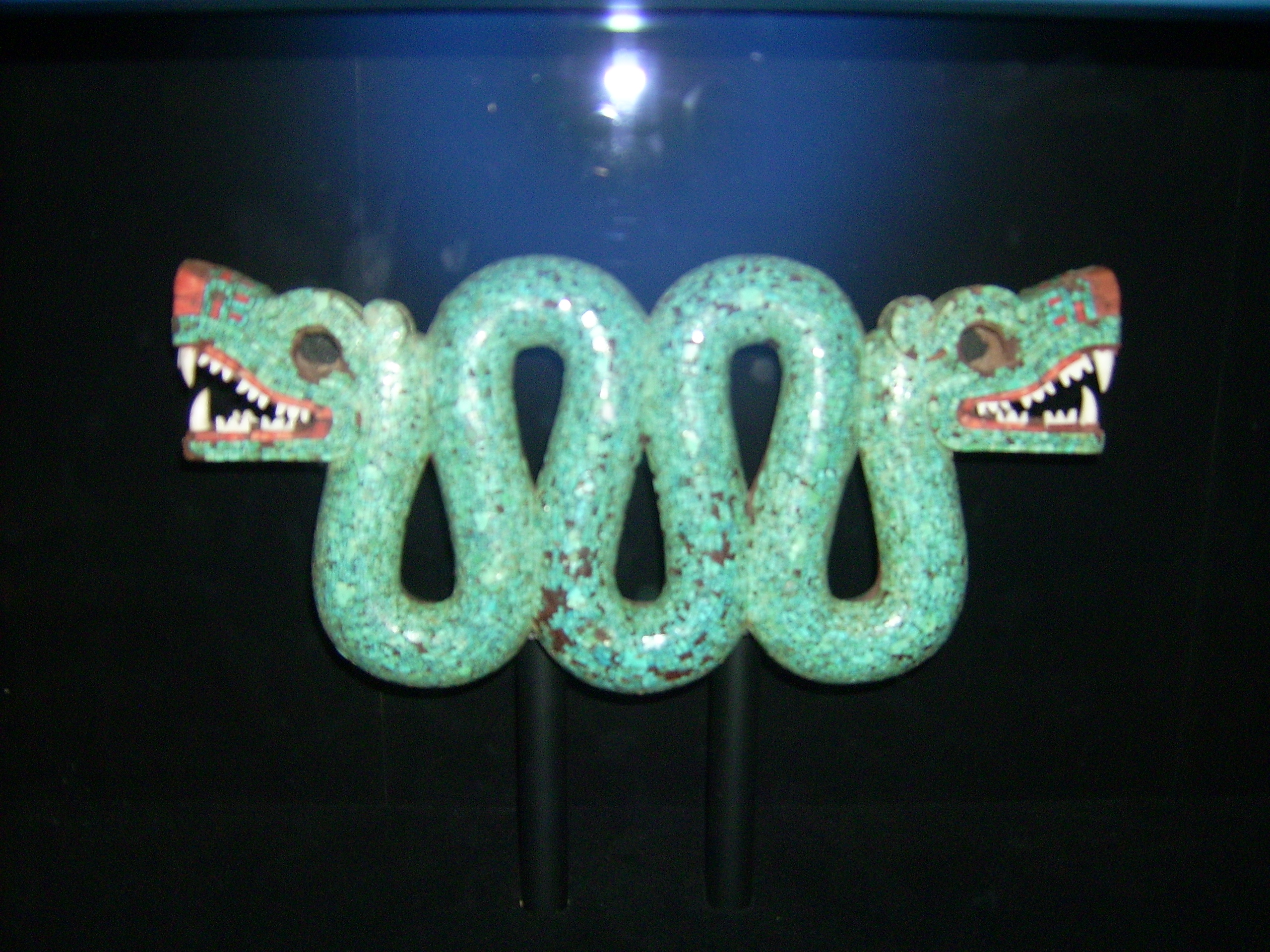
Schlangenornament der Azteken

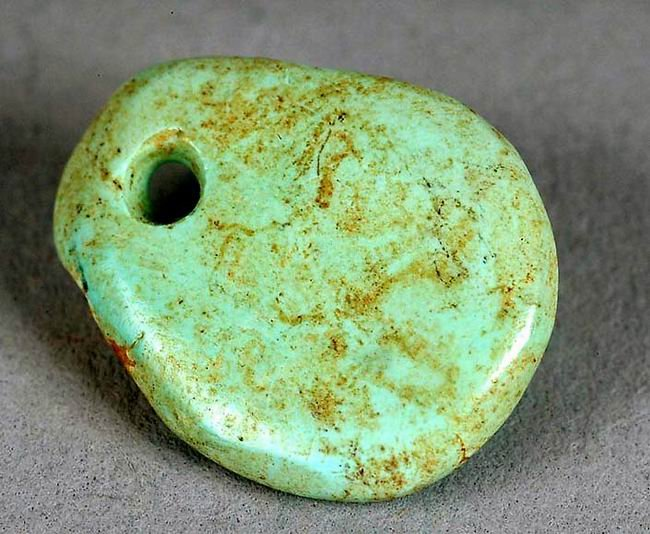
Türkis-Anhänger der Anasazi-Kultur (11. Jahrhundert)

Die Azteken gestalteten mit Türkis, aber auch Gold, Quarz, Malachit, Gagat, Jade, Korallen und Muscheln abschreckende, und wahrscheinlich rituelle, mit Mosaik verzierte Objekte, wie beispielsweise Masken, Messer und Schilde. Als Untergrund für ein Mosaik konnten Holz, Knochen und Muscheln und als Kleber Harze, Bitumen sowie Wachs dienen.
Neben den Azteken schätzten auch die Pueblo, Diné und Apachen den Türkis als Schmuckstein. Sie benutzten ihn für Amulette und die Apachen sagten ihnen unterstützende Kräfte beim Bogenschießen nach. Türkis wurde von diesen Völkern auch noch bei der Verzierung von Skulpturen, ringförmiger Perlen und Anhängern benutzt. Die Anasazi des Chaco Canyon und seiner angrenzenden Gebiete sollen durch Türkishandel sehr reich geworden sein. Der einzigartige Silberschmuck der Navajo und anderer südwestamerikanischer Indianerstämme ist jedoch eine eher neuzeitliche Erscheinung und wird den europäischen Einflüssen des 19. Jahrhunderts zugeschrieben.

### Bibel
In der Lutherbibel findet sich im Buch Exodus eine Beschreibung des „Panzers der Gerechtigkeit“ als Teil einer priesterlichen Robe für Aaron (Exodus 28:15–30). Der am Efod (Priesterschurz) befestigte Brustschild (Choschen) war mit zwölf in Gold gefassten und zu vier Reihen angeordneten Edelsteinen verziert. In jeden Edelstein wurde der Name einer der Zwölf Stämme Israels eingraviert. Verschiedene Gelehrte übersetzten den ersten und zweiten Stein der dritten Reihe als Türkis, andere sind jedoch der Annahme, dass es sich bei den Steinen um Jacinth (Zirkon, Hyazinth) und Achat handelt. Die Gelehrten sind sich jedoch nicht einig, welcher Stein welchem Stamm entspricht.

### Persien
In Persien ist Türkis seit Jahrtausenden der Nationaledelstein. In der persischen Mythologie war es nur dem König und seinen Unterkönigen gestattet, Thron und Krone mit Türkisen zu besitzen. Türkis wurde (später) zur Dekoration verschiedenster Alltagsobjekte (Turbane), Moscheen und anderer wichtiger Gebäude wie der Madrassa-I-Schah-Hussein-Moschee in Isfahan eingesetzt. Während des Mogul Kaisertums kam der persische Stil und Gebrauch von Türkis auch nach Indien, wo man ihn in edlem Goldschmuck (zusammen mit Rubinen und Diamanten) und Gebäuden wie dem Taj Mahal bewundern kann. Persischer Türkis wurde oft mit arabischer Schrift graviert und dann mit Gold verziert.

### Wertschätzung und Pflege
Der Wert des Türkis als Schmucksteins wird generell durch die Intensität der Farbe bestimmt, wobei ein tiefes Himmelblau am begehrtesten ist. Je grüner, heller oder gesprenkelter der Stein, desto weniger wert ist er auch. In den ostasiatischen Ländern bevorzugt man jedoch wie erwähnt eine Grünfärbung.
Egal welche Farbe der Stein nun besitzt, er sollte nicht zu weich oder kalkig sein, auch wenn er nachbehandelt wurde. Dieses Material neigt dazu, nach einiger Zeit zu verblassen und hält dem normalen Qualitätsstandard in der Schmuckindustrie nicht stand. Die besten Türkise werden üblicherweise in trockenen Regionen gefunden.
Die schon erwähnte Spinnweben-Matrix kann den Wert eines Steines steigern. Im Südwesten der USA und in Asien ist diese Form sehr beliebt, stößt jedoch auf Abneigung im Nahen Osten, wo reiner, blauer Türkis bevorzugt wird. Eine einheitliche Färbung ist wünschenswert und in verarbeiteten Stücken zählt auch die handwerkliche Qualität. Dies beinhaltet die Polierqualität und die Symmetrie des Steines. Geeichte Steine – also solche, die dem Standard der Schmuckindustrie entsprechen – werden entsprechend bevorzugt. Der Preis von Türkis hängt wie bei Koralle meistens von der Größe in Millimetern und nicht vom Gewicht ab.
Türkis wird auf vielfältigste Weise nachbehandelt, wobei einige Methoden permanenter und radikaler sind als andere. Es herrscht Uneinigkeit zwischen den Experten, ob einige dieser Methoden akzeptabel sind oder nicht, generell jedoch ist „leichtes“ Wachsen oder Einölen, um die Farbe und den Glanz des Türkis zu verbessern, „erlaubt“. Voraussetzung dabei ist, dass die Qualität des Ausgangsminerals sehr hoch ist und nur sehr wenig Wachs bzw. Öl absorbiert wird, der Stein also nicht auf regelmäßige Pflege angewiesen ist, um seine Schönheit zu erhalten. Allgemein ist jedoch unbehandelter Türkis immer teurer als behandelter oder künstlicher.
Als Phosphatmineral ist Türkis sehr empfindlich gegenüber sauren oder basischen Lösungen. Schweiß setzt dem Stein ebenso zu, wie Parfüms, Hautöle und andere Kosmetika oder auch Reinigungsmittel wie beispielsweise Seife. Türkisschmuck sollte daher beim Händewaschen und Putzen abgelegt werden, da seine Farbe mit der Zeit in ein unansehnliches, bräunliches Grün umschlagen kann. Ebenso empfindlich reagiert Türkis auf Erhitzung. Eine Temperatur von etwa 250 °C, wie sie leicht beim Löten oder Polieren erreicht werden kann, lässt den Stein eine grüne Farbe annehmen. Wird der Stein über längere Zeit direktem Sonnenlicht ausgesetzt, verliert er an Farbe und/oder Kristallwasser (er dehydratisiert). Daher sollte man beim Tragen von Türkisschmuck darauf achten, dass Kosmetika, Sonnenschutz und Haarspray vor dem Anlegen des Schmuckes aufgetragen werden. Er sollte nicht am Strand oder zum Sonnenbaden getragen werden. Zur Verhinderung von Ablagerungen kann er nach dem Tragen mit einem weichen Tuch sanft gereinigt werden. Zur Aufbewahrung eignet sich ein separates Kistchen, um das Zerkratzen durch andere Edelsteine zu vermeiden.

## Manipulationen und Imitationen
Die Ägypter scheinen als erste in der Lage gewesen zu sein, mittels des glasierten Tonprodukts Ägyptische Fayence künstlichen Türkis herzustellen. Später wurden auch Glas und Emaille benutzt und in der modernen Zeit entstanden anspruchsvollere Keramikprodukte, Porzellan, Kunststoff und andere rekonstruierte, gepresste, geklebte und gebrannte Rohstoffe zur Herstellung von künstlichem Türkis. Letztere bestehen aus verschiedenen Kupfer- und Aluminiumkomponenten.
Beispiele wären „Viennese turquoise“ (Wiener Türkis), hergestellt aus ausgefälltem Aluminiumorthophosphat und eingefärbt mit Kupferoleaten, sowie „Neolith“ (Reese-Türkis), eine Mischung aus Bayerit und Kupferphosphaten. Beide Produkte weisen erhebliche Unterschiede zum Original hinsichtlich physischer und chemischer Eigenschaften auf. Eine weitere Türkis-Imitation ist unter dem Namen „Neotürkis“ bekannt und wird unter Verwendung von Gibbsit und Kupferphosphat hergestellt.
1972 gelang es Pierre Gilson, so etwas wie synthetischen Türkis herzustellen. Durch den verwendeten Kleber unterscheidet er sich jedoch in seiner chemischen Zusammensetzung, also sollte man ihn besser als Imitation und nicht als synthetisch bezeichnen. Gilsons Türkis gibt es einmal in einheitlicher Färbung und mit der schwarzen „Spinnweben“-Matrix (Spiderweb-Türkis), die dem Türkis aus Nevada nicht unähnlich ist.
Aufgrund der weiten Verbreitung von künstlich behandeltem, imitiertem bzw. synthetisch hergestelltem Material ist die Popularität des Türkises in neuerer Zeit beeinträchtigt. Selbst Experten können solche Stücke häufig nicht von echten natürlichen Steinen unterscheiden.
Aufgrund ähnlicher Färbung oder ähnlichem Aussehen, dem mit künstlicher Färbung nachgeholfen wird, kann Türkis mit vielen Mineralen bzw. Mineralverwachsungen verwechselt werden. Farbähnlich sind unter anderem Amazonit, Chrysokoll, Faustit, Hemimorphit, Lazulith, Serpentin, Smithsonit, Utahit, Variscit, sowie mit einer als Amatrix (American Matrix) bekannten Verwachsung aus Variscit, Chalcedon und Quarz. Amatrix ist allerdings aufgrund seiner Mohshärte von 7 leicht von Türkis zu unterscheiden.
Die am weitesten verbreiteten Imitatgrundlagen sind Howlith (Härte 3 bis 3,5) und Magnesit (Härte 4), die beide in ihrer ursprünglichen Form weiß sind, blau eingefärbt jedoch dem begehrten Matrix-Türkis äußerst ähnlich sehen. Gefärbter Chalcedon, Jaspis, und Marmor sind nicht so üblich und sehen auch nicht so echt aus. Eine weitere häufig anzutreffende Imitation ist der Odontolith oder „Knochentürkis“, ein Fossilknochen, der mittels des Minerals Vivianit eingefärbt wird. Odontolith wurde früher speziell für die Türkisherstellung in großem Umfang in Südfrankreich abgebaut, ist aber heute stark aus der Mode gekommen.
All diese Fälschungen können von Gemmologen mittels zahlreicher Tests entlarvt werden, wobei diese sich stark auf eine gründliche Untersuchung der Oberflächenstruktur unter dem Mikroskop stützen, bei welcher der Stein nicht zerstört werden darf. Natürlicher Türkis weist einen hellblauen Untergrund auf, der mit weißen Flecken oder Punkten versehen ist. Die künstlich hergestellten Steine hingegen sind hinsichtlich Farbe (normalerweise ein durchgehendes dunkelblau) und Oberflächenbeschaffenheit (granular ähnlich Zucker) grundverschieden. Glas und Kunststoffe sind lichtdurchlässiger, manchmal mit Blasen oder kleinen Streifen unter der Oberfläche. Flecken zwischen dem korngrenznahen Bereich sind in gefärbten Imitaten sichtbar.
In einigen Fällen wird der Stein jedoch zerstört. Verdünnte Salzsäure löst die Carbonate Odontolith und Magnesit unter Bläschenbildung auf und Howlith verfärbt sich grün. Eine Erhitzung des Steins erzeugt bei Produkten aus Kunststoff einen stechenden Geruch. Original und Fälschung können auch bezüglich ihrer Dichte, Brechungsindex, Lichtabsorption (siehe Absorptionsspektrum von Türkis) und anderen physischen und optischen Eigenschaften voneinander unterschieden werden. Künstlicher Türkis tritt heute so häufig auf, dass er dem natürlichen Türkis mengenmäßig schon längst überlegen ist. Inzwischen kann man davon ausgehen, dass über 90 % der verkauften Türkise in irgendeiner Form behandelt, rekonstruiert oder imitiert sind. Sogar in „authentischem“ indianischem und tibetischem Schmuck findet man oft nur künstlichen oder im besten Fall stark behandelten Türkis.

### Methoden zur Nachbesserung
Natürlicher Türkis ist nur selten hart und beständig genug, um ihn in unbehandelter Form zu Schmuck zu verarbeiten. Türkis wird daher vor und nach dem Schleifen auf verschiedene Weise verbessert. Die ersten Methoden zur Nachbesserung waren dabei leichtes Wachsen und Einölen, wodurch der Glanz erhöht und die Farbe intensiviert werden kann. Diese Methoden sind mittlerweile als Tradition akzeptiert, da das Ausgangsmaterial meistens sowieso schon von höherer Qualität ist. Moderne Behandlungsmethoden wie das Druckimprägnieren von ansonsten unverkaufbarem kalkigen amerikanischen Türkis mittels Epoxidharz, Polystyrol und Wasserglas (Alkalisilikate) stoßen hingegen auf Widerstand. Sie werden als ein zu radikaler Eingriff in die Natur angesehen. Kunststoff und Alkalisilikat sind Öl und Wachs technisch überlegen was Haltbarkeit und Stabilität angeht, da sie auch auf Türkis angewendet werden können, der für die älteren Methoden zu brüchig wäre. Solch behandelter Türkis wird „rekonstruierter“ oder „stabilisierter“ Türkis genannt. Die Epoxidharzmethode wurde in den 1950ern von Colbaugh Processing of Arizona erfunden. Der Großteil des amerikanischen Türkis wird heute so nachbehandelt, obwohl der Prozess an sich sehr teuer ist und sich über mehrere Monate hinzieht. Ohne Imprägnierung würden die meisten amerikanischen Minen nicht wettbewerbsfähig sein.
Geölte und mit Wachs behandelte Steine neigen unter geringer Wärmezufuhr oder bei übermäßiger Sonneneinstrahlung zum „schwitzen“. Ihre Oberfläche wird mit der Zeit weiß oder trüb. Die Anwendung von Berliner Blau und anderen Farben – oftmals in Verbindung mit Klebebehandlungen – zur Intensivierung, Vereinheitlichung oder kompletten Veränderung der Farbe wird nicht nur von Puristen als betrügerisch angesehen. Zudem bleichen einige Farbzusätze mit der Zeit aus oder färben auf den Träger ab.
Eine Färbung wird auch angewendet, um die dunklen Streifen des Türkis zu verstärken. Die radikalste Methode ist dabei sicherlich die „Rekonstruktion“, wobei man Splitterteile, die zu klein sind, um anderweitig verarbeitet zu werden, einfach zusammenklebt und einen größeren Stein formt. Viele dieser Nachbildungen, wenn nicht sogar alle, enthalten meistens gar keine natürlichen Komponenten mehr oder wurden mit Fremdmineralien aufgefüllt (siehe Imitate). Eine weitere Behandlungsmethode – von der keine detaillierten Angaben bekannt sind – ist der so genannte Zachery-Prozess, der nach seinem Erfinder, dem Elektroingenieur und Türkishändler James E. Zachery benannt wurde. Hierbei werden angeblich nur mittelmäßige Steine verwendet. Der Türkis ist nach der Behandlung härter und besitzt eine schönere Farbe und einen besseren Glanz.
Da qualitativ hochwertiger Türkis meistens nur in dünnen Spalten gefunden wird, verbindet man ihn zur Verstärkung mit härterem Material. Das Ergebnis ist eine Dublette, die in bestimmten Schmuckdesigns verwendet wird. Manchmal findet auch das Muttergestein des Türkis als Basis Verwendung. Dubletten sind wie alle vorher genannten Methoden legal, solange der Käufer vor dem Kauf darauf hingewiesen wird.
Wie so oft bei Edelsteinen ist aber gerade dies nicht der Fall, weswegen Gemmologen die verdächtigen Steine oft untersuchen müssen. Durch Erhitzen lässt sich relativ einfach feststellen, ob der Stein mit Öl, Wachs oder Plastik nachbehandelt wurde.
siehe auch: Hauptartikel Schmuckstein: Manipulationen und Imitationen

## Schamanismus und Esoterik
Bei den sogenannten „Native Americans“ wie unter anderem den Azteken, Hohokam, Moche, Navajo und Zuñi hatte der Türkis eine herausragende, mythische und spirituelle Rolle und galt als mächtiger Schutz- und Heilstein, der beispielsweise Reisende vor Schaden bewahren und bei richtiger Anwendungen durch Schamanen Krankheiten heilen konnte. Der aztekische Regengott (Tlaloc) wurde durch Türkisgaben milde gestimmt und Quetzalcoatl war für das handwerkliche Geschick der altmexikanischen Steinschneidekünstler („Lapidäre“) zuständig.
In China war Türkis zwar weniger wichtig als Jade, galt aber dennoch ebenso wie in Tibet als Glücks- und Schutzstein, der Freude, Gesundheit und langes Leben schenken konnte. Auch in Ägypten und Persien sagte man ihm starke Schutzeigenschaften nach, Verstorbene erhielten ihn in Schmuck- und Amulettform als Grabbeigabe.
In der modernen Esoterik wird Türkis als Heilstein für verschiedene Leiden eingesetzt, meist in Kombination mit anderen. Er soll beispielsweise bei entzündlichen Erkrankungen helfen, wenn er am Körper (Halskette oder Armband) getragen oder das Wasser, in dem ein Türkis lag, getrunken wird. Wissenschaftliche Belege hierfür existieren nicht.
Verschiedene Astrologen ordnen den Türkis dem Merkur (nach Raphael, 1987), der Venus (nach Ahlborn, 1996), dem Jupiter (nach Richardson und Huett, 1989) oder auch dem Uranus (nach Uyldert, 1983) zu. Als Tierkreisstein wird er unter anderem dem Wassermann und als Monatsstein dem Dezember zugeordnet.